# The Bells of Nagasaki
The Bells of Nagasaki (長崎の鐘, Nagasaki no Kane) és un llibre de Takashi Nagai aparegut el 1949. Descriu vivament la seva experiència com a supervivent del bombardeig atòmic de Nagasaki. El títol fa referència a les campanes de la Catedral d'Urakami, de les quals Nagai diu:
| « | Es tracta de campanes que no han sonat durant setmanes o mesos després del desastre. Que mai no hi hagi moment en què no sonin! Que toquin aquest missatge de pau fins al matí del dia de la fi del món. | » |

La publicació del llibre va ser inicialment rebutjada per les forces d'ocupació dels Estats Units al Japó, fins que es va afegir un apèndix que descrivia les atrocitats japoneses a les Filipines. Aquest annex es retirarà posteriorment.

## Discos i CD
- 1 de juliol de 1949, cançó d' Ichirō Fujiyama, Mariko Ike, escrita per Hachiro Sato, composta per Yuji koseki
- Setembre de 1949, cançó de Yoshie Fujiwara, escrita i composta per Kazuo Uemoto
- 1996, cançó de Yumi Aikawa, composta per Yuji Koseki

## Film
The Bells of Nagasaki, estrenada el 23 de setembre de 1950, produïda per Shochiku, dirigida per Hideo Ōba, guió de Kaneto Shindō, Sekiro Mitsuhata, Sugako Hashida, música composta per Yūji Koseki.

### Repartiment
- Masao Wakahara, Takashi Nagai
- Yumeji Tsukioka, Midori Nagai
- Keiko Tsushima, Sachiko Yamada
- Osamu Takizawa, professor Asakura
- Kōji Mitsui, Yamashita